# Rita la zanzara
Série
Non stuzzicate la zanzara
(1967)
Pour plus de détails, voir Fiche technique et Distribution.
Rita la zanzara est un film italien réalisé par Lina Wertmüller, sorti en 1966.
Le titre, littéralement « Rita la Moustique », rappelle explicitement celui de La zanzara (it), le journal historique des étudiants du lycée Parini (it) de Milan, dont la rédaction a été impliquée dans une affaire judiciaire qui a scandalisé et clivé la société italienne de l'époque, quelques mois avant la sortie du film. En effet, le périodique a vu trois de ses jeunes journalistes dénoncés et jugés pour obscénité et corruption de mineurs en raison d'un article qu'ils avaient écrit sur la sexualité des étudiants de l'école, mais ils ont finalement été acquittés.

## Synopsis
Rita est une lycéenne plutôt rebelle ; elle aime son professeur de musique Paolo Randi sans réserve. Soupçonnant la fréquente somnolence de son professeur adoré, elle découvre que l'homme a une double vie : le jour, un professeur de musique classique accompli, la nuit, un interprète sauvage de musique yéyé. Après diverses péripéties, Rita parvient à prendre la place de Lida, une chanteuse partenaire de la vie nocturne du professeur, et à mener à bien la chanson composée par Paolo, qui se découvre amoureux de son élève. La scène finale du film a été tournée à l'intérieur d'Edenlandia, le parc d'attractions de Naples.

## Fiche technique
- Titre original italien : Rita la zanzara[2]
- Réalisation : Lina Wertmüller (sous le nom de « George H. Brown »)[3],[4]
- Scénario : Lina Wertmüller et Sergio Bonotti
- Photographie : Dario Di Palma
- Montage : Franco Fraticelli
- Musique : Bruno Canfora
- Société de production : Mondial Televisione Film
- Pays de production :  Italie
- Langue originale : italien
- Format : Couleurs - Son mono - 35 mm
- Genre : Musicarello
- Durée : 110 minutes
- Date de sortie :
  - Italie : 30 septembre 1966

## Distribution
- Rita Pavone : Rita
- Giancarlo Giannini : Paolo Randi
- Peppino De Filippo : Carmelo Pappagone
- Nino Taranto : Directeur
- Bice Valori : Luigina
- Turi Ferro : Professeur sicilien
- Milena Vukotic : professeur de danse
- Laura Efrikian : Lili
- Vittorio Congia : Ciccio
- Ugo Fangareggi : Wolfgang
- Paolo Panelli : Peppino
- Gino Bramieri : un ivrogne
- Silvia Dionisio : Collettina
- Tanya Lopert : Lida
- Teddy Reno : lui-même

## Suite
Le film a eu une suite en 1967, Non stuzzicate la zanzara, également réalisée par Lina Wertmüller, cette fois-ci créditée sous son vrai nom,.